# Grand Prix automobile d'Autriche 1963
Le Grand Prix d'Autriche 1963 est une course de Formule 1 hors-championnat qui a eu lieu sur le circuit de Zeltweg le 1er septembre 1963. Première course de Formule 1 disputé en Autriche, l'épreuve, courue sur quatre-vingts tours, a été remportée par l'Australien Jack Brabham sur Brabham BT3. C'est la première course de Formule 1 disputé par l'Autrichien Jochen Rindt.

## Classement
| Pos. | Pilote                  | Écurie                      | Voiture        | Tours | Temps/Abandon       | Grille |
| ---- | ----------------------- | --------------------------- | -------------- | ----- | ------------------- | ------ |
| 1    | Jack Brabham            | Brabham Racing Organisation | Brabham-Climax | 80    | 1 h 9 min 6 s 03    | 2      |
| 2    | Tony Settember          | Scirocco Racing Cars        | Scirocco-BRM   | 75    | + 5 tours           | 5      |
| 3    | Carel Godin de Beaufort | Écurie Maarsbergen          | Porsche        | 75    | + 5 tours           | 10     |
| Abd. | Chris Amon              | Reg Parnell Racing          | Lola-Climax    | 71    | Pression d'huile    | 6      |
| Nc.  | Bernard Collomb         | Privé                       | Lotus-Climax   | 71    | + 9 tours           | 11     |
| Nc.  | Tim Parnell             | Privé                       | Lotus-BRM      | 70    | + 10 tours          | 17     |
| Nc.  | Gunther Seiffert        | Rhine-Ruhr Racing Team      | Lotus-BRM      | 68    | + 12 tours          | 14     |
| Abd. | Innes Ireland           | British Racing Partnership  | Lotus-BRM      | 64    | Arbre à cannes      | 4      |
| Nc.  | André Pilette           | Privé                       | Lotus-Climax   | 64    | + 16 tours          | 15     |
| Abd. | Joseph Siffert          | Siffert Racing Team         | Lotus-BRM      | 32    | Pompe à essence     | 7      |
| Abd. | Joakim Bonnier          | Rob Walker Racing Team      | Cooper-Climax  | 24    | Allumage            | 5      |
| Abd. | Jochen Rindt            | Privé                       | Cooper-Ford    | 20    | Bielle              | 12     |
| Abd. | Ernesto Prinoth         | Scuderia Jolly Club         | Lotus-Climax   | 12    | Suspension          | 9      |
| Abd. | Jim Clark               | Team Lotus                  | Lotus-Climax   | 11    | Fuite d'huile       | 1      |
| Abd. | Jim Hall                | British Racing Partnership  | Lotus-BRM      | 2     | Moteur              | 3      |
| Abd. | Kurt Bardi-Barry        | Écurie Maarsbergen          | Porsche        | 2     | Trop lent           | 16     |
| Abd. | Ian Burgess             | Scirocco Racing Cars        | Scirocco-BRM   | 1     | Bielle              | 13     |
| Np.  | Peter Arundell          | Team Lotus                  | Lotus-Climax   |       | Problème de contrat | -      |
| Np.  | John Campbell-Jones     | Reg Parnell Racing          | Lola-Climax    |       | forfait             | -      |

Légende:
- Abd.=Abandon
- Np.=Non partant

## Pole position et record du tour
- Pole position :  Jim Clark (Lotus-Climax) en  1 min 10 s 20 (vitesse moyenne : 164,103 km/h)
- Meilleur tour en course :  Jack Brabham (Brabham-Climax) en 1 min 11 s 40 (vitesse moyenne : 161,345 km/h).